# Jim Caldwell
James W. "Jim" Caldwell Jr. (Durham, Carolina del Norte, 28 de enero de 1943-Roswell, Georgia, 6 de abril de 2023) fue un jugador de baloncesto estadounidense que disputó dos temporadas en la EPBL, dos partidos en la NBA y dos temporadas más en la ABA. Con 2,08 metros de estatura, jugaba en la posición de pívot.

## Trayectoria deportiva

### Universidad
Jugó durante tres temporadas con los Yellow Jackets del Instituto de Tecnología de Georgia, en las que promedió 15,0 puntos y 12,9 rebotes por partido. En sus dos últimas temporadas fue incluido en el segundo mejor quinteto de la Southeastern Conference por parte de Associated Press y en el primero por parte de los entrenadores.

### Profesional
Fue elegido en la vigésimo octava posición del Draft de la NBA de 1965 por Los Angeles Lakers, pero se descartó su fichaje, jugando durante dos temporadas en los Wilmington Blue Bombers, con los que ganó dos campeonatos de forma consecutiva.
En 1967 ficha por los New York Knicks, pero solo llega a disputar dos partidos antes de ser despedido. Poco después cambia de liga, fichando por los New Jersey Americans de la ABA, donde juega 12 partidos, en los qu epromedia 4,7 puntos y 7,1 rebotes, antes de ser traspasado a los Kentucky Colonels a cambio de Stew Johnson.
En su primera temporada se convierte en uno de los mejores reboteadores del equipo, con 9,4 rechaces por partido, a los que añadió 8,4 puntos. Jugó una temporada más con los Colonels antes de retirarse definitivamente.

## Estadísticas de su carrera en la NBA y la ABA

### Temporada regular
| Año     | Equipo           | PJ  | MPP  | %TC  | %3P  | %TL  | RPP | APP | PPP |
| ------- | ---------------- | --- | ---- | ---- | ---- | ---- | --- | --- | --- |
| 1967-68 | New York (NBA)   | 2   | 3.5  | .000 |      | –    | .5  | .5  | .0  |
| 1967-68 | New Jersey (ABA) | 12  | 21.8 | .348 | –    | .455 | 7.1 | .9  | 4.7 |
| 1967-68 | Kentucky (ABA)   | 58  | 27.3 | .426 | .167 | .618 | 9.4 | 2.3 | 8.4 |
| 1968-69 | Kentucky (ABA)   | 65  | 19.0 | .438 | .111 | .674 | 6.5 | 2.0 | 6.5 |
| Total   | Total            | 137 | 22.5 | .423 | .133 | .631 | 7.7 | 2.0 | 7.1 |

### Playoffs
| Año     | Equipo         | PJ | MPP  | %TC  | %3P | %TL  | RPP  | APP | PPP  |
| ------- | -------------- | -- | ---- | ---- | --- | ---- | ---- | --- | ---- |
| 1967-68 | Kentucky (ABA) | 5  | 35.0 | .431 | –   | .700 | 11.8 | 2.6 | 11.6 |
| 1968-69 | Kentucky (ABA) | 7  | 9.0  | .267 | –   | .429 | 3.0  | .7  | 1.6  |
| total   | total          | 12 | 19.8 | .394 | –   | .630 | 6.7  | 1.6 | 5.8  |